# Eterno Ahora
Eterno Ahora es una banda de pop rock formada en la ciudad de Bahía Blanca, provincia de Buenos Aires, Argentina en el año 2002.

## Integrantes
Está formado por:
- Nestor Iencenella: (voz , guitarra bajo y sintetizadores)
- Mauro Giolitti : (sintetizadores).
- Federico Ursino: (batería y percusión).

## Historia
Néstor Iencenella viene realizando desde el año 1994 demos; probando diferentes géneros, siempre sobre el trabajo con computadoras.
En el año 2002 encuentra un estilo de música que le permite plasmar lo que tenía en mente, a partir de ahí comienza Eterno Ahora. La idea era tocar música electrónica pero ejecutada con instrumentos reales y bases pregrabadas creadas por Néstor.
En su primer CD el estilo es Pop/Electrónico.

## Snake Skin
Para su segunda producción, deciden incorporar audiovisión, ahí nace el proyecto “Snake Skin” en DVD, que fue presentado en vivo en el Teatro Municipal de Bahía Blanca en diciembre de 2004 con gran concurrencia de público, logrando excelentes críticas. Un show en vivo de más de una hora, con visuales originales previamente filmadas para el concierto y performances actorales, todo amplificado mediante sonido Dolby Digital. 
La respuesta del público fue más que satisfactoria y Eterno Ahora ya estaba listo para seguir con una serie de actuaciones.
Snake Skin toca diferentes temáticas de acuerdo a cada canción, el tema "Control" por ejemplo es una crítica a los sistemas de comunicación actuales y al seguimiento de las personas mediante la tecnología.
El tema Submarino tiene un clip realizado por Horacio Cuenca artista de animación 3D, mezclado con Video.
La canción Snake Skin es un homenaje a los pueblos originarios y su cultura.
Catedral muestra que esta íntegramente filmado en la Catedral de la Plata muestra impactantes imágenes de religiosidad y espiritualidad.
That's what music is, es un homenaje a los grandes de la música de todo tipo de géneros al mejor estilo Kraftwerk.

## Anima
En diciembre del 2005 presentan Anima el segundo DVD de la banda, en donde se aprecia un crecimiento fantástico no solo en la producción de imágenes sino también musical. 
Eterno Ahora perfecciona su estética visual y decide realizar un concierto “Temático” sobre la base de la historia de las ánimas.
Si bien cada canción es un clip diferente, el show va mostrando lo peor y lo mejor de la humanidad, resaltando valores humanos, por sobre todas las cosas.
La realización del personaje ánima es una creación de Nestor Iencenella junto a la Bailarina Victoria Ansiaume, una mezcla de Video y arte digital interesantísima, por momentos es un Alma y por momentos un Extraterrestre.
Hay canciones muy bien logradas como Ánima parte 3, en donde juega un rol fundamental los idiomas en que está cantada la canción.
Es un recurso bastante utilizado por la banda para acompañar las diferentes texturas musicales, cantar en francés, alemán o en inglés por ejemplo.
Otro corte destacado de Ánima es Jeder Braucht Liebe, una canción electrónica con muchas influencias de Kraftwerk, Nestor Iencenella admite ser un admirador de este grupo que está considerado como uno de los inventores de la música electrónica.
Pare este concierto contaron con la participación de Guiye Frayo en Theremín, un instrumento ruso que se trata de un sintetizador que se ejecuta en el aire.
Otro corte destacado es la canción Lovely Sunshine que no es más ni menos que un homenaje a todo el moviendo Hippie mundial.
El 2006 y 2007 fue un año de arduo trabajo, al retirarse unos de los integrantes de la banda Eterno Ahora queda consolidado como trío, este cambio sin duda alguna permitió consolidar la banda.
Si bien Eterno Ahora es una banda altamente ligada a la Tecnología musical y visual, en este periodo, deciden apostar más a su talento como músicos, dejando un poco de lado las máquinas para incursionar más en el Rock y el Pop debajo de ese manto comienza Nestor Iencenella a escribir el guion, componer, grabar toda la música y filmar todo el largometraje, titulado Revenge! consiguen rápidamente reinstalarse nuevamente en el mercado hicieron muchísimas presentaciones en Bares y fiestas de la ciudad de Bahía Blanca. 
Eterno Ahora es una de las pocas bandas del mundo que ofrece un tipo de espectáculos, (proyectar un largometraje y ejecutar toda la música en tiempo real, amplificado por sonido Dolby, Digital 5.1).

## Revenge!
Revenge! es la suma de toda la experiencia de la banda, la gran maestría en el manejo de la audiovisión, el show que es una combinación exacta de tecnología y tracción a sangre, tienen muchos músicos invitados y el estilo de la banda está más definido que nunca. Eterno ahora en esta producción, decide sacar el polvo de sus antiguas guitarras y brindan una producción, con mucho Rock y Pop, la participación de Julio Moreno como Guitarrista invitado, puso a Eterno ahora en unos de los escalones más altos de industria del rock y Pop. Revenge! es un espectáculo de una estética muy cuidada, teniendo en cuenta la tapa del DVD, el afiche y toda la composición de la película. Se trabajó la estética mediante una Tricromía: negro, blanco y rojo. Además el largometraje cuenta con las participación de 66 Actores.

## Dreamland
Eterno Ahora, ya está trabajando en el próximo DVD de la banda que se titulará: “Dreamland”.
Ya hay un tráiler lanzamiento y se espera su estreno para el 2009.
Se trata de un largometraje de ficción, filmado en toda la Argentina. 
La temática que por cierto es altamente compleja, es una mezcla de Metafísica y Filosofía y además como ingrediente adicional por primera vez se trabajará la interactividad instantánea, mediante el uso renovado de tecnologías de proyección de Imágenes, de esa manera el público asistente podrá decidir el final de la película, en ese preciso instante.